# Hinterhallbach
Hinterhallbach (auch: Hinterhalbach) ist eine Katastralgemeinde und als Innerhalbach eine Ortschaft der Gemeinde Kleinzell am Halbach im Bezirk Lilienfeld in Niederösterreich. Die Ortschaft hat 91 Einwohner (Stand 1. Jänner 2024).

## Geografie
Die Streusiedlung befindet sich am Oberlauf des Halbaches südsüdwestlich von Kleinzell und besteht aus dem Weiler Rad, den Rotten Giselhof und Fensterbach mit dem Kaiserhof sowie zahlreichen Einzellagen. Am 1. April 2020 umfasste die Ortschaft 53 Adressen.

## Siedlungsentwicklung
Zum Jahreswechsel 1979/1980 befanden sich in der Katastralgemeinde Hinterhallbach insgesamt 73 Bauflächen mit 38.604 m² und 59 Gärten auf 76.124 m², 1989/1990 gab es 72 Bauflächen. 1999/2000 war die Zahl der Bauflächen auf 172 angewachsen und 2009/2010 bestanden 116 Gebäude auf 165 Bauflächen.

## Geschichte
Laut Adressbuch von Österreich waren im Jahr 1938 in Innerhalbach drei Gastwirte, eine  Mühle, ein Sägewerk und mehrere Landwirte ansässig.

## Bodennutzung
Die Katastralgemeinde ist forstwirtschaftlich geprägt. 276 Hektar wurden zum Jahreswechsel 1979/1980 landwirtschaftlich genutzt und 2.943 Hektar waren forstwirtschaftlich geführte Waldflächen. 1999/2000 wurde auf 262 Hektar Landwirtschaft betrieben und 2.932 Hektar waren als forstwirtschaftlich genutzte Flächen ausgewiesen. Ende 2018 waren 210 Hektar als landwirtschaftliche Flächen genutzt und Forstwirtschaft wurde auf 2.975 Hektar betrieben. Die durchschnittliche Bodenklimazahl von Hinterhallbach beträgt 20,5 (Stand 2010).